# 新約教會
新約教會是由香港电影明星江端仪所创立的一个新兴宗教团体。江端儀往生後，由洪三期（後改名為洪以利亞）領導。

## 核心人物
| 職位                   | 姓名                       | 備註                                                            |
| ---------------------- | -------------------------- | --------------------------------------------------------------- |
| 創始人                 | 江端儀                     | 前香港影后,現已往生                                             |
| 領導人（先知）         | 張路得                     | 創始人江端儀之女，張路得派後與洪三期派為對立                    |
| 領導人（先知）         | 洪三期（後更名為洪以利亞） | 往生                                                            |
| 共同領導人（使徒）     | 畢勝                       | 往生                                                            |
| 共同領導人（使徒）     | 張約翰（原名：張國勝）     | 後與洪三期，畢勝基於理念不合，故率領旗下人馬獨立於新約教會      |
| 共同領導人             | 許麗珠                     | 超速冷凍工業股份有限公司股東（158,000股）                       |
| 地方負責人（同工）     | 左坤                       | 與主流新約教會理念不合，故獨立另行發展*血水聖靈*                |
| 地方負責人（同工）     | 朱約拿（原名：朱隸華）     | 意見分歧，離開洪三期派                                          |
| 地方負責人（同工）     | 余本一                     | 台南／岡山／新營教會，迦南地有機農場                            |
| 地方負責人（同工）     | 周建人                     | 高雄／屏東教會，大紅國際有限公司負責人（資本總額NTD$1,200,000） |
| 地方共同負責人（同工） | 洪秀靈                     | 高雄／屏東教會負責人，洪三期女兒                                |
| 地方負責人（同工）     | 陳勝民（許麗珠的妹夫）     | 新竹／花園／虎尾／嘉義教會                                      |
| 地方負責人（同工）     | 陳忠成                     | 台北／景美／板橋／中和教會                                      |
| 地方共同負責人         | 林麗真                     | 台北／景美／板橋／中和教會                                      |
| 地方負責人             | 王志文                     | 三重／石牌教會                                                  |
| 地方共同負責人         | 林莉君                     | 三重／石牌教會                                                  |
| 地方負責人             | 謝英敏                     | 台中／彰化教會                                                  |
| 地方負責人             | 林建陽                     | 桃園／中壢教會                                                  |
| 地方共同負責人         | 王珍                       | 桃園／中壢教會                                                  |

## 組織
新約教會組織主要由各地教會吸收人員構成，推廣“拆毀公會宗派，拔除異端假道”從各個宗教教派吸收人員入教，後又發展伊甸家園教育機構，推廣“學校滾出去 上帝子女不需要人國體制、人國學校，走出墮落文明，打碎文憑偶像”，從各個學校吸收人員入教／入學。

## 相關事件
- 1963年，原本隸屬於臺南市教會聚會所的洪以利亞（原名洪三期）、張約翰（原名張國勝）、朱約拿（原名朱隸華）與談姓劉姓三家等人來到杳無人煙的高雄縣甲仙鄉雙連堀開墾（後稱為錫安山）
- 1997年始於東南亞地區創建伊甸家園
- 1997年4月30號錫安山伊甸家園成立
- 1997年初台南地區伊甸家園成立

## 历史
江端仪脫離影壇後，江端儀忙於到處「為基督作見証」，逐漸感到需要加強能力。1961年5月，她聽從一位靈恩派牧師的勸告，靠神的恩典禁食多日禱告，到7月自稱經歷了「聖靈充滿」，經驗到說方言。一次，在香港一個禮拜堂，一名外籍老年靈恩派傳教士在講臺上指著江端儀說預言，說上帝立她做時代的先知。此後，她便是末後日子上帝所重用的「東方大先知」 ，在到處講道時，指責各主流宗派教會不相信靈恩是大罪，並開始說預言。翌年，江端儀又在密室中祈禱200多天，寫成了《生命證道集》，從上帝得到啟示，要在末後日子傳講“血、水、聖靈的全備真理”。認為各教派均已背離真道：新派神學否定十架，不接受寶血；基要派雖然持守正確救恩，卻否定靈恩，是抵擋聖靈；而靈恩派雖然傳講寶血及聖靈，教會組織卻是人意的宗派組織，忽略了靈浸的目的是為了建立新約教會的真道（水）。因此各宗派都沒有純全的道理，惟有她所領受的血、水、聖靈才是全備真理。
1963年7月，江端儀在香港重建了新約教會，這也是歷史上第一個發源於香港的獨立教會。她認為自己建立的新約教會才是唯一受聖靈感召的真教會，是在重新建立新約初期原始正統的教會，因此鼓勵其他基督徒，都當「拆毀、拔出」，脫離公會宗派。
隨後江端儀赴新加坡、馬來西亞，吸引到一批對自己原宗派不滿的信徒，脫離原宗派，建立了11個教會，分佈在檳城、雙溪大年、太平、怡保、吉隆玻、新加坡等地，其中新加坡、檳城、吉隆玻3地人數較多。
1964年，江端儀預言1966年全地將有大復興，新約教會的信仰將會廣泛傳開，聖靈的流要從日出之地（東方）神所建立的新約教會流到日落之處（西方）。
1960年代初，臺灣地方召會生大分裂，於是在1965年底，江端儀到臺灣傳道，吸引到不少離開信徒，成立了30多處新約教會，其中最著名的一位是來自台南的洪以利亞（洪三期），他得到江端儀的重用，把他調到臺北，讓他帶領臺灣最大的新約教會，後發展為錫安山。
江的教導引起當時許多教派的強烈批評，指其拆毀及分裂教會，甚至有人斥她被“邪靈充滿”。
它在中國大陸地區被認定為邪教組織。

## 争议
- 「拆毁宗派」的教会路线

新约教会认为只有自己的教会是唯一的真教会，因此不但常常公然奉主的名拆毁宗派教会，也到各教会「拉羊」，引起教会的排斥。他们强调自己的教会是有使徒与先知的教会，也以神「正义的使者」自居，公然与政府采取激烈的抗争手段。
- 领导人/使徒工头「神的旨意」

在新约教会，领导人/使徒工头的权威被过度神化，导致个人崇拜的现象。领导人/使徒工头的决策被视为“神的旨意”，容易让信徒产生盲目服从的心理，并且不接受反思和批判。虽然圣经中有提到要遵守使徒的教训，但耶稣基督是教会的房角石，一切以主耶稣的教训为准则。